# 모란차량사업소
모란차량사업소(牡丹車輛事業所)는 대한민국 경기도 성남시 중원구 도촌동에 있는 서울교통공사 수도권 전철 8호선의 차량기지다. 심야에 22편성이 주박한다.

## 개요
주요 업무는 서울교통공사 8000호대 전동차의 경검수관리다. 수도권 전철 8호선의 종착역인 모란역과 입·출고 선로가 연결되어 있으나 실제로는 수도권 전철 8호선의 종착역인 모란역과는 약 2km가량 멀리 떨어져 있으며, 오히려 수도권 전철 수인·분당선의 야탑역과 더 가깝다. 이 차량기지는 경검수만 담당하고, 중검수는 수도권 전철 8호선의 가락시장역과 마천지선의 방이역 사이의 연결 선로를 통하여 수도권 전철 5호선의 고덕차량사업소에서 받는다. 인근에는 성남시청 신청사가 가까이 있고, 수도권제1순환고속도로 성남 나들목과 분당수서로 탄천 나들목이 있다. 

## 배선도
이 차량기지의 배선도는 다음과 같다. 모란역에 종착한 서울교통공사 8000호대 전동차가 연결된 입고 선로를 타고, 이 차량기지로 입고한다.

## 업무
- 서울교통공사 8000호대 전동차 입·출고 검수관리

## 관리 차량
- 수도권 전철 8호선 : 801편성~829편성